# Yubiwa (chanson de Speed)
Pour les articles homonymes, voir Yubiwa.
Singles de SPEED
Himawari (...)
(21 avril 2010) Let's Heat Up!
(10 nov. 2010)
Yubiwa (指環) est le dix-huitième single du groupe SPEED, sorti en 2010.

## Présentation
Le single sort le 1er septembre 2010 au Japon sur le label Sonic Groove, quatre mois après le précédent single du groupe Himawari: Growing Sunflower. Il sort également au format CD+DVD avec une pochette différente et incluant un DVD en supplément contenant le clip vidéo et des making of.
C'est le quatrième single du groupe depuis sa reformation définitive en septembre 2008. C'est aussi son troisième single à ne pas avoir été écrit, composé et produit par Hiromasa Ijichi. Il atteint la 10e place du classement des ventes de l'Oricon, et reste classé pendant cinq semaines. C'est alors le single le moins vendu du groupe.
La chanson-titre est utilisée comme générique de l'émission télévisée The Next Sunday ; elle figurera sur le prochain album original 4 Colors qui sortira finalement deux ans plus tard, fin 2012. La deuxième chanson du single, Tracks, ne figurera sur aucun album. Le single contient également leurs versions instrumentales.

## Liste des titres
| CD    | CD                               | CD                                         | CD    | CD | CD | CD | CD | CD | CD |
| No    | Titre                            | Paroles / Musique                          | Durée |    |    |    |    |    |    |
| ----- | -------------------------------- | ------------------------------------------ | ----- | -- | -- | -- | -- | -- | -- |
| 1.    | Yubiwa (指環 ...)                | Daiki Shimauchi (Octopus), Jin / Shimauchi | 5:14  |    |    |    |    |    |    |
| 2.    | Tracks                           | Nishi-ken                                  | 4:18  |    |    |    |    |    |    |
| 3.    | Yubiwa (Instrumental) (指環 ...) | Daiki Shimauchi (Octopus)                  | 5:14  |    |    |    |    |    |    |
| 4.    | Tracks (Instrumental)            | Nishi-ken                                  | 4:14  |    |    |    |    |    |    |
| 19:04 |                                  |                                            |       |    |    |    |    |    |    |

| 1. | Yubiwa (music clip) (指環 ...)                     |  |
| 2. | Speedway SP -music clip offshot- (SPEEDWAY SP ...) |  |
| 3. | ? (実写版!楽屋だより)                              |  |